# استیون سیگال
استیون فردریک سیگال (به انگلیسی: Steven Frederic Seagal) (زاده ۱۰ آوریل ۱۹۵۲ در لنسینگ، میشیگان) رزمی کار، ورزشکار‌، تهیه‌کننده فیلم، گیتاریست و بازیگر حرفه‌ای اهل آمریکایی است. و دارای دان ۷ هنر رزمی آیکیدو و دان ۷ افتخاری کیوکوشین کاراته است

اولین فیلم سیگال با نام «فراتر از قانون» در سال ۱۹۸۸ که یک فیلم موفق بود. در دهه نود زمانی بود که سیگال با بازی در فیلم‌های «سخت‌کش»، «تحت محاصره» در بین مردم مشهور شد.
سیگال در سال ۲۰۰۹ در فیلم «ماشته» در کنار افرادی چون جسیکا آلبا و رابرت دنیرو  به ایفای نقش پرداخت.
او یکی از برترین بازیگران رزمی کار جهان است. وی خانه‌ای مجلل در تگزاس دارد. او کلکسیونی از مجسمه‌های اصیل و با قدمت ژاپنی در خانه‌اش دارد. همچنین برنامه‌ای با نام «استیون سیگال: مرد قانون» از سال ۲۰۰۹ تا کنون پخش می‌شود که در مورد وی است.
در نوامبر ۲۰۱۶ استیون سیگال که احساسات گرم او در مورد روسیه کاملاً شناخته شده‌است و هیچگاه این احساسات را مخفی نکرده و از دوستداران ولادیمیر پوتین محسوب می‌شود به دستور پوتین شهروندی روسیه را دریافت کرد.
ولادیمیر پوتین در 30 می 2024 نشان دوستی را به استیون فردریک اعطا کرد

## آیکیدو
سیگال در جوانی به ژاپن رفت و در آنجا به هنر رزمی آیکیدو علاقه‌مند شد. استاد او هری ایشی زاکا بود و تا دان یک آیکیدو (شودان) با این استاد پیش رفت و توانست دان ۷ آیکیدو را در ژاپن از آن خود کند.

## فیلم شناسی
| سال  | نام اثر                               | نقش                    |
| ---- | ------------------------------------- | ---------------------- |
| ۱۹۸۸ | فراتر از قانون                        | نیکو توسکانی           |
| ۱۹۹۰ | سخت کش                                | میسون استورم           |
| ۱۹۹۰ | نشان‌گذاری شده برای مرگ                | جان هیچر               |
| ۱۹۹۱ | در جستجوی عدالت                       | گینو فلینو             |
| ۱۹۹۲ | تحت محاصره                            | کیسی ریباک             |
| ۱۹۹۴ | روی زمین مرگبار                       | فارست تفت              |
| ۱۹۹۵ | تحت محاصره ۲: قلمروی تاریک            | کیسی ریباک             |
| ۱۹۹۶ | تصمیم اجرایی                          | سرهنگ دوم آستین تراویس |
| ۱۹۹۶ | مرد درخشان (گلیمر من)                 | لک. جک کول             |
| ۱۹۹۷ | آتش زیر خاکستر                        | جک تاگارت              |
| ۱۹۹۸ | میهن پرست                             | دکتر وسلی مک کلارن     |
| ۱۹۹۸ | غول من                                | (خودش)                 |
| ۲۰۰۱ | زخم‌های کهنه                           | اورین بوید             |
| ۲۰۰۱ | تیکر                                  | فرانک گلاس             |
| ۲۰۰۲ | عبور از نابودی                        | ساشا پتروسهویچ         |
| ۲۰۰۳ | بیگانه                                | جاناتان کولد           |
| ۲۰۰۳ | عزم کشتار                             | پروفسور رابرت برنز     |
| ۲۰۰۳ | ماموریت در تایلند                     | جک هاپر                |
| ۲۰۰۴ | خارج از دسترس                         | ویلیام لانسینگ         |
| ۲۰۰۴ | کلمنتین                               | جک میلر                |
| ۲۰۰۵ | به سوی خورشید                         | تراویس هانتر           |
| ۲۰۰۵ | زیر آب                                | کریس کودی              |
| ۲۰۰۵ | تو امروز میمری                        | بانکس هارلن            |
| ۲۰۰۵ | سپیده دم سیاه (بیگانه۲)               | جاناتان کولد           |
| ۲۰۰۶ | مزدوری برای عدالت                     | جان سیگر               |
| ۲۰۰۶ | مرد سایه‌ای                            | جک فاستر               |
| ۲۰۰۶ | نیروی حمله                            | مارشال لاوسون          |
| ۲۰۰۷ | پرواز خشمگین                          | جان ساندز              |
| ۲۰۰۷ | عدالت شهری                            | سیمون بالستر           |
| ۲۰۰۸ | تپانچه خرد شده                        | مت کانلین              |
| ۲۰۰۸ | نیروی اعدام                           | جان اسکندر             |
| ۲۰۰۸ | کلید کشتار                            | جیکوب                  |
| ۲۰۰۹ | در برابر تاریکی                       | تائو                   |
| ۲۰۰۹ | رانده شده به کشتن                     | روسلان دراوف           |
| ۲۰۰۹ | نگهبان                                | رولاند سلیمینگ         |
| ۲۰۰۹ | مرد قانون                             | (خودش)سریال            |
| ۲۰۱۰ | یک مرد خطرناک                         | شین دانیلز             |
| ۲۰۱۰ | ماشته                                 | تورز                   |
| ۲۰۱۰ | متولد جهنم                            | سامول اکسل             |
| ۲۰۱۲ | حداکثر مجازات                         | تام استیل              |
| ۲۰۱۳ | نیروی اعدام                           | الکساندر               |
| ۲۰۱۴ | یک مرد خوب                            | الکساندر               |
| ۲۰۱۴ | شلیک مستقیم                           | پائولی ترانکس          |
| ۲۰۱۵ | مزدور: بخشایش (یک مرد خوب ۲) یا آمرزش | الکساندر               |
| ۲۰۱۶ | رمز افتخار                            | رابرت سایکز            |
| ۲۰۱۶ | تک‌تیرانداز: عملیات ویژه               | گروهبان جیک چاندلر     |
| ۲۰۱۶ | قرارداد کشتن                          | جان هارمون             |
| ۲۰۱۶ | در برابر اسلحه                        | مایکل دکر              |
| ۲۰۱۶ | سلاح بی‌نقص                            | به عنوان مدیر          |
| ۲۰۱۷ | کارتل‌ها                               | جان هریسون             |
| ۲۰۱۷ | فروشنده چینی                          | لادور                  |
| ۲۰۱۸ | تخریب                                 | الکس                   |
| ۲۰۱۹ | فرمانده ارشد                          | جیک الکساندر           |
| ۲۰۱۹ | بالاتر از قانون                       | آگوستينو «فين» آدير    |